# Satadanva
Satadanva ou Satadhanvan foi o sexto imperador do Império Máuria, dinastia que se estendeu num período de tempo entre o ano de 324 a.C. e o ano 184 a.C. e durante o qual o império perdeu parte do seu território devido a ataques exteriores ao mesmo que não conseguiu suster. Governou entre o ano 195 a.C. e o ano 187 a.C. Foi antecedido no trono por Devavarmã e sucedido por Briadrata Máuria.